# لولا الحياء
لَوْلَا الحَيَاءُ هِيَ قَصِيدَةٌ قَالَهَا جرير بن عطية الكلبي اليربوعي التميمي عندما توفيت زوجته.

## مناسبة القصيدة
القصيدة تظهر حزن جرير حين يرثي زوجته المتوفاة. ويقع في أبياته بين صراع تفرضه عليه العادات والتقاليد، وبين آلامه وأحزانه ومحبته لزوجته. الأبيات تصور فقده زوجته، أم أولاده، وقد أصبح متقدمًا في السن، فقد كبر وكاد أن يتحطم، فهو بعد وفاة زوجته أصبح مسؤولًا عن تربية أطفاله الصغار ورعايتهم، ثم ينتهي إلى التسليم
بأمر الله ثم يدعو لها أن ترعاها الملائكة، لأنها كانت زوجة وفية صالحة.